# Eva Marcille
Eva Marcille Sterling (Los Ángeles, California, 30 de octubre de 1984), conocida profesionalmente como Eva Marcille, es una actriz, presentadora de televisión y modelo estadounidense, quien recientemente interpretó el papel de Tyra Hamilton en el serial televisivo, The Young and the Restless. Comenzó su carrera ganando el ciclo 3 de America's Next Top Model.
Anteriormente, se le acreditó por su estado de nacimiento, Eva Pigford, pero cambió su nombre por propósitos de actuación.

## Primeros años
Marcille nació en Los Ángeles, California. Su segundo nombre, Marcille, es una amalgama de «Marjorie» y «Lucille», los nombres de su abuela.
Asistió a la Raymond Avenue Elementary School, a la Marina Del Rey Middle School y al Washington Preparatory High School (2002). Asistió a Universidad Clark Atlanta en Atlanta, Georgia; sin embargo, dejó la escuela poco después de ganar el tercer ciclo de America's Next Top Model a la edad de 19 años.

## Carrera

### Modelaje
Eva ganó el 3 ciclo de ANTM y sus premios incluyeron un contrato con cosméticos CoverGirl, una portada en la revista ELLE y un contrato de modelaje con la agencia Ford Models. Fue la ganadora de más baja estatura. Comenzando con el ciclo 4 de ANTM un nuevo requisito se incluyó en las audiciones, las participantes deberán medir como mínimo una estatura de 1,71 centímetros.
Ella ha aparecido en la portada de Novias Noir, la salud de la mujer y Fitness (mayo de 2005), 
la revista King (junio de 2005), la OINA (noviembre de 2005), y la revista Essence.  Ella también ha estado en la portada de Cosmopolitan.
Eva también ha modelado para otras marcas como CoverGirl, DKNY, Samsung, Red por Marc Ecko, Jewel revista, la revista In Touch Weekly (junio de 2005), la revista King (noviembre de 2005), la OINA, UNleashed revista Star Magazine, Elle, Elle Girl, Applebottoms, Y Lerner Catalog.

### Trabajo de televisión
Ella ha aparecido en diferentes series que incluyen dos episodios de Kevin Hill, un episodio de Smallville, un episodio de Everybody Hates Chris, y un episodio de The Game como ella misma. Eva también ha aparecido en TBS 'Casa De Payne, una serie creada por el dramaturgo Tyler Perry. 
Además ha aparecido en varios vídeos musicales, incluyendo "Baby" por Angie Stone (con Betty Wright), 50 Cent 's único, "I Get Money", y Jamie Foxx video musical, "Juega un DJ Love Song". 
En el cine, sus créditos incluyen The Walk, de cruce, y, más recientemente, I Think I Love My Wife.
En 2005, Eva apareció en un episodio de la primera temporada del show de MTV Nick Cannon Presents Wild 'N Out. [9] En diciembre de 2007, Eva desempeño un destacado papel en un episodio de Smallville.
En 2013, Apareció en breves instantes como modelo en el video musical "Live it up" de la cantante estadounidense Jennifer López

## Vida personal
En julio de 2006, Eva comenzó a salir con el actor Lance Gross. La pareja se comprometió el 24 de diciembre de 2008 y se separaron en marzo de 2010. Salió con el rapero Flo Rida desde 2010 hasta 2012. Sterling tiene una hija de su relación con Kevin McCall. Se separaron en 2014, y Eva mantuvo la custodia de su hija. En agosto de 2019, reveló que el apellido de su hija había sido cambiado legalmente de McCall a Sterling.
Eva se comprometió con el abogado Michael Sterling en diciembre de 2017. Se casaron el 7 de octubre de 2018. La pareja tiene dos hijos, uno nacido en abril de 2018 y otro en septiembre de 2019.